# Jeanne Herveux
Jeanne Aline Herveux, plus connue sous le nom de Jane Herveu ou Herveux, née le 10 décembre 1885 à Paris 19e et morte le 16 janvier 1955 à Londres, est une sportive et aviatrice professionnelle française avant la Première Guerre mondiale.

## Biographie
Son nom apparaît pour la première fois en 1903 dans la presse sportive quand, âgée d’à peine dix-huit ans, elle participe à des courses cyclistes. 
En 1905, elle entre dans l’équipe Werner, un  constructeur  de  cycles,  de  motocycles, de tricars et de voiturettes, établi à Levallois-Perret en 1897.

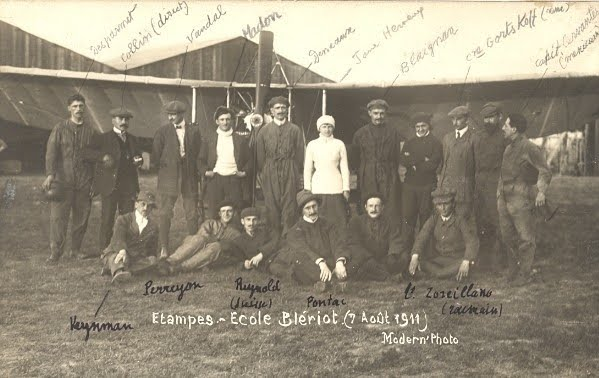
Jeanne Herveux avec d'autres élèves de l'école Blériot en 1911.

Jeanne Herveux apprend à piloter en 1910 à l'école Blériot. Elle est titulaire du brevet de pilote n°318 daté du 7 décembre 1910 et délivré par l'Aéro-club de France. Elle est ainsi la quatrième femme pilote française d'aéroplane brevetée après Élise Deroche, Marthe Niel et Marie Marvingt en 1910.
Elle participera à plusieurs meetings et épreuves dont la coupe Fémina en 1911 durant laquelle Jeanne Herveux réalise un vol de 248 kilomètres. Elle arrive seconde de cette course derrière Hélène Dutrieu.
Le 4 avril 1919 elle survole Paris avec un appareil Caudron pour y répandre des prospectus publicitaires pour la marque automobile Butterosi (en).
Après la Première Guerre mondiale, Jeanne Herveux, devenue Jeanne Boulzaguet, part vivre en Amérique. Elle y exerce d'abord comme instructrice de pilotage dans une école féminine d'aviation vers 1919-1920, puis devient modiste. Elle y épousera un Américain Philip Catalano en 1921 avec qui elle semble avoir des débuts orageux.

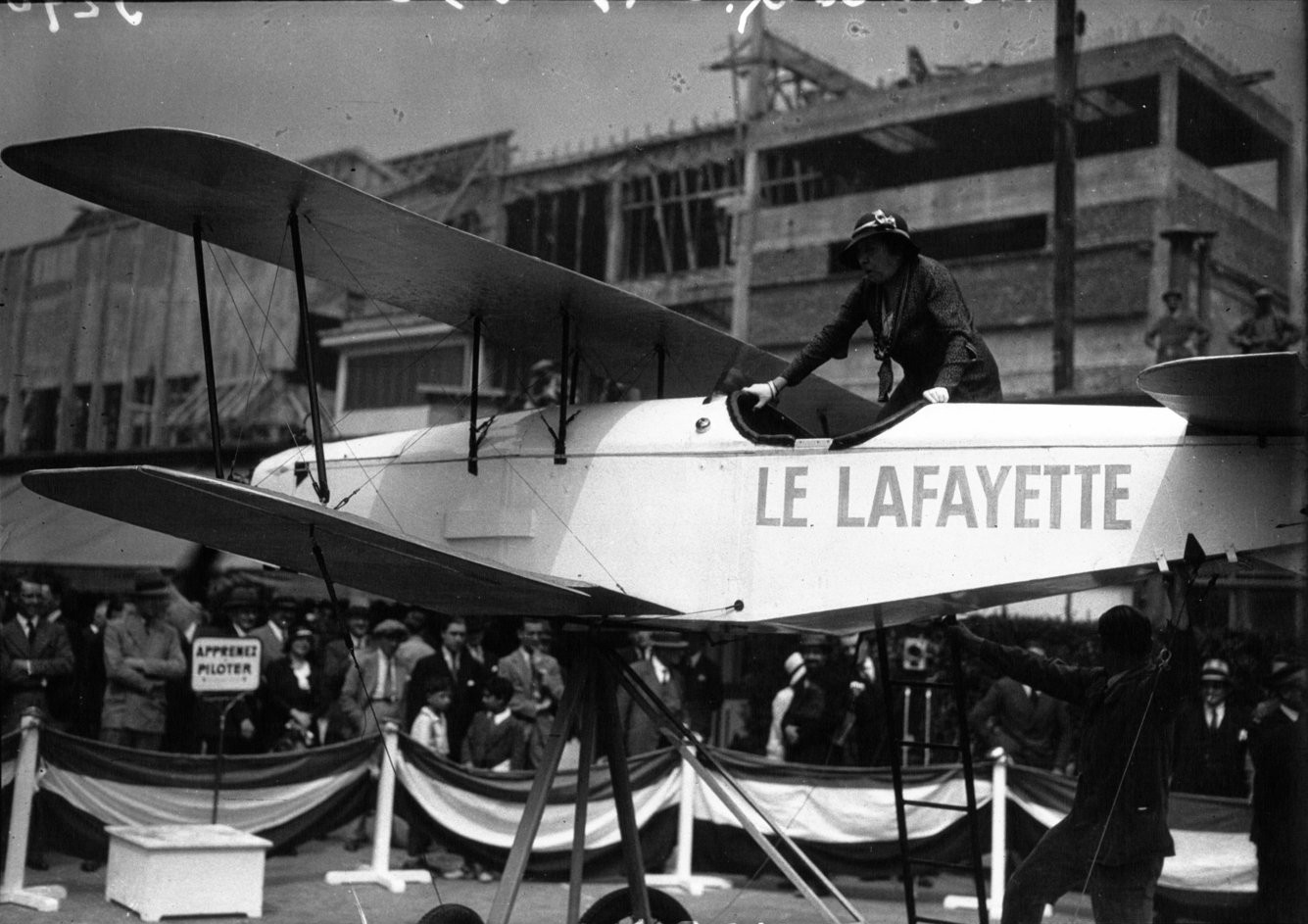
Jeanne Herveux juchée sur un simulateur de vol à l'école de pilotage sur le toit des Galeries Lafayette à Paris en 1932.

Elle revient en France en 1932 pour inaugurer l'école de pilotage sur le toit des Galeries Lafayette.
Elle meurt à Londres le 16 janvier 1955 des suites d'une chute domestique.